# الخیایطه
الخیایطه (به فرانسوی: Lakhiaita) یک منطقهٔ مسکونی در مراکش است که در کازابلانکا سطات واقع شده‌است. الخیایطه ۱۷٬۵۳۸ نفر جمعیت دارد.